# Draparnaudia subnecata
Draparnaudia subnecata é uma espécie de gastrópode  da família Draparnaudiidae.
É endémica de Nova Caledónia.